# Малоселецкое (Оржицкий район)
Малоселецкое (укр. Малоселецьке) — село,
Селецкий сельский совет,
Лубенский район (до 17 июля 2020 — Оржицкий район),
Полтавская область,
Украина.
Население по переписи 2001 года составляло 257 человек.

## Географическое положение
Село Малоселецкое находится на правом берегу реки Сула в месте впадения в неё реки Иржавец,
ниже по течению примыкает село Великоселецкое,
на противоположном берегу — село Матвеевка (Семеновский район).
Река в этом месте извилистая, образует лиманы, старицы и заболоченные озёра.

## История
Успенская церковь известна с 1763 года.
Село указано на карте частей Киевского, Черниговского и других наместничеств 1787 года.
В XIX веке село Малоселецкое было в составе Великоселецкой волости Лубенского уезда Полтавской губернии.